# LINQPad
LINQPad — программная утилита для Microsoft .NET, разработанная для интерактивного написания и тестирования запросов к реляционным базам данных и другим источникам данных, таким как OData или WCF Data Services с использованием LINQ. Распространяется по модели freemium, существует платная версия, которая дополнительно содержит функцию автоподстановки IntelliSense.
Поддерживает следующие LINQ-диалекты: LINQ к объектам, LINQ к SQL, Entity Framework, LINQ к XML, PLINQ. Также поддерживается написание обычных  SQL-запросов. Кроме того, можно интерактивно выполнять код на C# или Visual Basic, который исполняет запрос LINQ без его компиляции, что позволяет применять утилиту для быстрого прототипирования без использования Visual Studio.